# بتمن: روح اژدها
بتمن: روح اژدها (به انگلیسی: Batman: Soul of the Dragon) یک فیلم ویدئویی آمریکایی در ژانر ابرقهرمانی و انیمیشن محصول سال ۲۰۲۱ تولید کمپانی وارنر برادرز انیمیشن و دی‌سی کامیکس است. این چهلمین فیلم از مجموعه فیلمهای اصلی متحرک دی سی کامیکس محسوب می‌شود. فیلم به کارگردانی سام لیو و تهیه کنندگی اجرایی آن توسط بروس تیم با یک داستان اصلی ساخته شده‌است که براساس هیچ کمیکی نیست. در این فیلم دیوید گیونتولی در نقش بروس وین / بتمن، مارک داکاسیوس در نقش ریچارد دراگون، کلی هو در نقش لیدی شیوا، مایکل جای وایت در نقش برنز تایگر، جیمز هنگ، جمی چانگ در نقش چشر و جاش کیتون در نقش جفری بور بازی می‌کند.

## داستان
بتمن، برنز تایگر، لیدی شیوا و ریچارد دراگون وقتی می‌فهمند که یک آشنایی مشترک دارند، با هم متحد می‌شوند. استاد هنرهای رزمی که آنها را آموزش داده‌است، برای چندین سال و تحت شرایط مرموز مفقود شده‌است. هنگامی که یک یادگار نفرین شده دوباره ظاهر می‌شود، رمز و راز استاد مرده آنها دوباره باز می‌شود و بتمن و همکلاسی‌های سابقش برای دستیابی به کنترل این یادگار خطرناک باید با آزمایش نهایی کشتارهای هنرهای رزمی خود روبرو شوند…

## تولید
این فیلم همراه با صداپیشگان‌اش در تاریخ ۱۳ اوت سال ۲۰۲۰ ساخته شد. داستان اصلی در دهه ۱۹۷۰ اتفاق می‌افتد.

## انتشار فیلم
این فیلم در تاریخ ۱۲ ژانویه ۲۰۲۱ در سیستم عامل توزیع دیجیتال منتشر شد و در تاریخ ۲۶ ژانویه ۲۰۲۱ از طریق دیسک بلو-ری و دی‌وی‌دی توزیع شد.